# BCC Witten 1931
| BCC Witten 1931                   | |
|                                   | |
| Vereinsdaten                      | |
| Gründung                          | 1931 |
| Vereinsfarben                     | Grün-gelb |
| Disziplinen                       | Karambolage, Poolbillard |
| 1. Vorsitzender                   | Kurt Czerwanski |
| 2. Vorsitzender/ Finanzen         | Dirk Schinnerling |
| 1. Geschäftsführer                | Karl Minati |
| 2. Geschäftsführer                | n.n. |
| Pressesprecher                    | Kurt Czerwanski |
| Mitglieder                        | |
| Spielstätte                       | eigenes Vereinsheim |
| Liga                              | - 1. Bundesliga – 1. Mannschaft (Dreiband) - 2. Bundesliga – 1. Mannschaft (Mehrkampf) - Oberliga – 2. Mannschaft (Dreiband) |
| Saison 2011/12:                   | - Vizemeister 1. Bundesliga (Dreiband) - Meister 2. Bundesliga (Mehrkampf) - Pokalsieger DPMM                                |
| Saison 2012/13: 2013/14: 2017/18: | - Meister 1. Bundesliga (Dreiband)                                                                                           |
| Kontakt                           | |
| Adresse                           | Holzkampstr. 7b 58453 Witten                                                                                                 |
| URL                               | bcc-witten.de |
| Stand vom Juli 2012               | |

Der BCC Witten 1931 e.V. (Billard Club Crengeldanz) ist ein Billardsportverein, der in der Disziplin Karambolage und Pool tätig ist.

## Chronik
Gegründet wurde der Club 1931 im Bochumer Stadtteil Langendreer als Karambolageverein. 1945 zog der Verein von dort in den Wittener Vorort Crengeldanz, nutzte die Gaststätte „Haus van Lengen“ als Vereinsheim und benannte sich um in Billard Club Crengeldanz. 1981 erfolgte ein Umzug in die Gaststätte „Lenk Krug“ an der Herberer Straße. Nach der Teilnahme am überregionale Spielbetrieb erfolgt ein erneuter Umzug 1987 ins „Albert-Martmöller-Gymnasium“ und die Namensergänzung des Ortes. 1989 wird der Wittener Verein „Billard-Gesellschaft Witten-Wannen 1933 e.V.“ aufgenommen. 2001 steigen die Mannschaften des BCC Witten sowohl im Dreiband als auch im Mehrkampf in die 2. Bundesliga auf. Nach nur zwei Jahren schafft der BCC Witten einen erneuten Aufstieg, mit beiden Mannschaften spielen sie nun in der 1. Bundesliga. 2004 zieht sich der Verein aus dem Mehrkampf zurück. Durch unglückliche Umstände steigt Witten 2007 in die 2. Bundesliga ab. Im gleichen Jahr benötigt die Schule die Räumlichkeiten zur Eigennutzung, sodass erneut eine neue Spielstätte gefunden werden muss. 2008 ermöglichte das ortsansässige Möbelhaus Ostermann dem Verein einen Wunsch, als er dem Verein 450 m² für vier große und vier kleine Tische zur Verfügung stellte. Gleichzeitig gründet der Verein eine Poolbillard-Abteilung und stellt vier 9-Fuß-Tische auf. Der Erfolg kommt zurück und sie stiegen wieder in die 1. Bundesliga auf.  Nach zwei Vizemeister-Titeln stand der BCC in der Saison 2012/13 bereits zwei Spieltag vor Saisonende als deutscher Meister fest. 2013 gelang die Titelverteidigung. Danach folgten durchwachsene Jahre, die nur durch den dritten Meistertitel in der Saison 2017/18 durchbrochen werden konnten.
Am 26. August 2012 gewann der Verein zudem zum ersten Mal die Deutsche Pokalmannschaftsmeisterschaft (DPMM) gegen den BSV Velbert.

## Spieler
Es werden sowohl aktuelle, als auch ehemalige Spieler aufgeführt.
- Eddy Leppens
- Peter de Backer
- Jacob Haak-Soerensen
- Stefan Galla
- Ronny Lindemann
- Edgar Bettzieche
- Volker Baten
- Markus Dömer (Neuzugang Saison 2012/13)
- Murat Gökmen
- Fabian Blondeel
- Simon Blondeel

## Erfolge
1. Bundesliga (Dreiband)
- Saison 2003/04: Platz 5
- Saison 2004/05: Platz 7
- Saison 2005/06: Platz 5
- Saison 2006/07: Platz 9
- Saison 2008/09: Platz 2
- Saison 2009/10: Platz 3
- Saison 2010/11: Platz 3
- Saison 2011/12: Platz 2
- Saison 2012/13: Platz 1
- Saison 2013/14: Platz 1
- Saison 2014/15: Platz 5

2. Bundesliga (Mehrkampf)
- Saison 2011/12: Platz 1